# Challenge Trophy
De Challenge Trophy (Frans: Trophée Challenge) is een jaarlijks Canadees bekertoernooi tussen de voetbalclubs die dat seizoen kampioen speelden in hun respectievelijke (niet-professionele) provinciale voetbalcompetitie of -beker. Het toernooi werd voor het eerst gehouden in 1913 en is daarmee een van de oudste voetbalcompetities in het land.
De beker, die als sponsornaam de Toyota Challenge Trophy heeft, valt onder toezicht van de Canadese voetbalbond en is een van de hoofdonderdelen van de National Championships. Voor vrouwenploegen is er sinds 1982 de Jubilee Trophy die steeds zowel qua moment als locatie samenvalt met de Challenge Trophy.

## Geschiedenis

### Algemene geschiedenis
Op 24 mei 1912 werd de competitie opgericht door de Amateur Athletic Association om een jaarlijkse Canadese voetbalkampioen aan te duiden. Het toernooi noemde de Connaught Cup en werd voor het eerst gehouden in 1913. De eerste twee jaargangen bestond het uit een klassementscompetitie bestaande uit vier ploegen – tweemaal gewonnen door de Norwood Wanderers uit Manitoba.
Van 1915 tot en met 1955 bestond het format uit een "best of three-finale" waarin de beste ploeg van West-Canada het tegen de beste ploeg van Oost-Canada opnam. Vanaf 1926 werd de beker hernoemd tot de Challenge Trophy en vanaf 1927 werden ook profclubs tot het bekertoernooi toegelaten.
Vanaf 1954 stond het toernooi bekend als de Carling Cup, met sinds 1956 een finale bestaande uit één enkele match – wat tot op heden het geval is. Sinds 1962 staat het toernooi opnieuw bekend als de Challenge Trophy.
De Challenge Trophy werd niet georganiseerd in 1916–1918 (Eerste Wereldoorlog), in 1940–1945 (Tweede Wereldoorlog), in 1963 en in 2020–21 (Coronapandemie).

### Deelnemers
Tot en met 1966 namen slechts zeven provincies deel aan de Challenge Trophy. Nova Scotia was immers de enige van de vier provincies uit Atlantisch Canada die deelnam. In 1967 kwam daar verandering in doordat de voetbalbond van Newfoundland zich aansloot bij de Canadese voetbalbond en daardoor Newfoundlandse ploegen voor het eerst aan de Challenge Trophy mochten meedoen. New Brunswick vaardigt teams af sinds 1969 en sinds 1972 doet ook de laatste ontbrekende provincie Prince Edward Island dat.
In 1971 vaardigden de Northwest Territories, als eerste Canadese territorium ooit, een ploeg af voor de Challenge Trophy; al volgde een tweede deelname pas veertig jaar later. In de 21e eeuw doen sommige seizoenen teams mee uit de Northwest Territories en/of het territorium Yukon, al is dat niet structureel zo.

### Status binnen het Canadese voetbal
De Challenge Trophy was vanaf zijn oprichting bijna een eeuw lang ontegensprekelijk het belangrijkste nationale kampioenschap in het Canadese mannenvoetbal. In de periode 1926–1997 was er wel de semiprofessionele (Canadian) National Soccer League, maar daarin speelden enkel teams uit Ontario en Québec (met in de periode 1993–1997 ook één team uit Manitoba), waardoor er van een echt nationaal karakter geen sprake was. Verschillende Canadese topteams kwamen daarnaast uit in de grotendeels Amerikaanse North American Soccer League (1968–84). De Challenge Trophy was dus de enige nationale competitie, maar de beste Canadese teams namen er niet aan deel.
In 1987 ontstond met de Canadian Soccer League (1987–1992) de eerste echte nationale Canadese voetbalcompetitie die een heel jaar door loopt (in tegenstelling tot het eindeseizoensconcept van de Challenge Trophy). Nadat die competitie ophield met bestaan gingen de meeste Canadese topploegen in Amerikaanse gedomineerde competities spelen en was de Challenge Trophy opnieuw de enige echte nationale mannencompetitie (zij het enkel voor amateurploegen). 
Vooral sinds de 21e eeuw is het belang van de beker vrij snel gedaald. Belangrijk daarbij is de oprichting van het nationale Canadian Championship in 2008. In 2019 volgde daarenboven met de Canadian Premier League (CPL) een nationale profliga.
De Challenge Trophy groeide alzo geleidelijk aan, vooral vanaf de 21e eeuw, uit tot louter een amateurbekertoernooi. De Challenge Trophy wordt in de 21e eeuw gespeeld tussen de kampioenen van niet-professionele provinciale competities (zoals bijvoorbeeld de Newfoundland and Labrador Challenge Cup) en de bekerwinnaars in provincies met een semiprofessionele reeks. De Challenge Trophy blijft echter een belangrijke manier voor amateurclubs om zich nationaal te profileren daar er in de Canadese topcompetities geen systeem van degradatie of promotie is.

## Format
De tien teams in de competitie zijn verdeeld in twee groepen met een gelijk aantal teams (doorgaans vijf per groep). De ploegen spelen vervolgens ieder eenmaal tegen elkaar op de locatie waar het toernooi gehouden wordt. Aan het einde van de groepsfase staat elk team tegenover het gelijkwaardige team uit de andere groep om een definitieve plaatsing voor het toernooi te bepalen. De twee groepswinnaars spelen dus de finale om te bepalen wie kampioen en vice-kampioen wordt. De twee teams die in de groepsfase tweede eindigen spelen tegen elkaar om te bepalen wie op het toernooi als derde en vierde eindigt, enzovoort.

## Meeste titels

### Per provincie
| Pos. | Provincie                | Titels | Titelseizoenen |
| ---- | ------------------------ | ------ | --- |
| 1    | Brits-Columbia           | 41     | 1923, 1927, 1928, 1930, 1931, 1936, 1937, 1938, 1939, 1947, 1949, 1950, 1953, 1955, 1956, 1958, 1960, 1964, 1965, 1966, 1969, 1971, 1972, 1973, 1975, 1976, 1977, 1978, 1979, 1982, 1983, 1984, 1985, 1990, 1991, 1992, 1993, 1996, 2004, 2018, 2019 |
| 2    | Ontario                  | 19     | 1920, 1921, 1925, 1932, 1933, 1946, 1951, 1967, 1968, 1981, 1986, 1989, 2005, 2006, 2013, 2014, 2015, 2022, 2023 |
| 3    | Québec                   | 12     | 1919, 1929, 1934, 1935, 1948, 1952, 1957, 1959, 1961, 1995, 1998, 2012 |
| 3    | Manitoba                 | 12     | 1913, 1914, 1915, 1924, 1926, 1954, 1962, 1970, 1987, 2000, 2002, 2009 |
| 5    | Alberta                  | 9      | 1922, 1974, 1994, 1997, 1999, 2003, 2007, 2008, 2016 |
| 6    | Nova Scotia              | 2      | 2001, 2017 |
| 7    | New Brunswick            | 1      | 1980 |
| 7    | Newfoundland en Labrador | 1      | 1988 |
| 7    | Prince Edward Island     | 1      | 2010 |
| 7    | Saskatchewan             | 1      | 2011 |

### Per ploeg
Alleen ploegen met minstens drie titels zijn in deze tabel opgenomen.
| Pos | Club                      | Provincie      | Titels |
| --- | ------------------------- | -------------- | ------ |
| 1   | Westminster Royals FC     | Brits-Columbia | 9      |
| 2   | Vancouver Columbus FC     | Brits-Columbia | 4      |
| 2   | Calgary Caledonian FC     | Alberta        | 4      |
| 2   | Vancouver Firefighters FC | Brits-Columbia | 4      |
| 2   | Victoria West FC          | Brits-Columbia | 4      |
| 6   | Toronto Scottish          | Ontario        | 3      |
| 6   | Toronto Ulster United     | Ontario        | 3      |